# Епідемія холери на Гаїті (2010)
19°06′00″ пн. ш. 72°20′00″ зх. д. / 19.1° пн. ш. 72.33333333° зх. д.
Епідемія холери на Гаїті (2010) — епідемія холери, що почалася в Гаїті в жовтні 2010 року. Епідемія посилилася ураганом «Томас», що обрушився на острів 7 листопада. Згідно із заявою Міністерства охорони здоров'я Гаїті, зробленому 16 лютого 2011 року, число жертв епідемії становить 4 549 чоловік, заражено 231 070 чоловік.
Передбачається, що джерелом поширення інфекції стала забруднена фекаліями річка. Масштаби поширення хвороби в основному обмежуються регіоном Артибоніт в центральній частині острова, де 21—22 жовтня були зареєстровані перші випадки захворювання.
29 жовтня в місті Міребалаїс відбулася демонстрація, в якій взяли участь декілька тисяч мешканців з Гаїті. Демонстранти звинуватили ООН в тому, що саме їх військовослужбовці з Непалу занесли холеру на острів. Причиною демонстрації стали чутки про те, що холера була занесена ззовні, зокрема, таке припущення було зроблене Всесвітньою організацією охорони здоров'я. Контингент непальців був присланий 9—10 жовтня, причому перед цим спалах холери був зафіксований в самому Непалі. Командування контингенту, проте, заявило, що випадків захворювання холери серед особового складу підрозділу не було.